# Asen Mitkov
Asen Mitkov (bulgare : Асен Митков), né le 17 février 2005 à Saedinenie en Bulgarie est un footballeur bulgare qui joue au poste de milieu offensif au Levski Sofia.

## Biographie

### En club
Né à Saedinenie dans l'oblast de Plovdiv en Bulgarie, Asen Mitkov est formé par le Botev Plovdiv, où il se distingue avec les équipes de jeunes, remportant la coupe de Bulgarie junior en 2019 avec la génération 2005. Il rejoint ensuite le Levski Sofia en 2019, où il est considéré comme l'un des jeunes joueurs les plus prometteurs. Le 25 février 2021, il signe son premier contrat professionnel avec le Levski Sofia.
C'est avec ce club qu'il fait ses débuts en professionnel, jouant son premier match le 23 mai 2021, lors d'une rencontre de première division bulgare face au Tcherno More. Il est directement titularisé avant d'être remplacé par Radoslav Tsonev (en) et son équipe l'emporte par deux buts à un.
Mitkov inscrit son premier but en professionnel le 14 septembre 2023, à l'occasion d'un match de championnat face au Pirin Blagoevgrad. Il entre en jeu et participe à la victoire de son équipe par deux buts à zéro,.

### En sélection
Asen Mitkov représente l'équipe de Bulgarie des moins de 17 ans, avec laquelle il est retenu pour participer au championnat d'Europe des moins de 17 ans en 2022. Lors de ce tournoi organisé en Israël il joue trois matchs en tant que titulaire et officie également capitaine. Son équipe est toutefois éliminée de la compétition dès la phase de groupe avec un bilan de deux défaites et une victoire.
Asen Mitkov joue son premier match pour l'équipe de Bulgarie espoirs le 7 septembre 2023, contre l'Estonie. Il est titularisé et les deux équipes se neutralisent (1-1 score final). Il marque son premier but avec les espoirs le 21 novembre 2023, contre l'Estonie, participant ainsi à la victoire de son équipe par six buts à zéro.